# Индийско-парагвайские отношения
Индийско-парагвайские отношения — двусторонние дипломатические отношения между Индией и Парагваем. Государства являются членами Организации Объединённых Наций.

## История
Дипломатические отношения между государствами были установлены 13 сентября 1961 года. Парагвай открыл посольство в Индии в марте 2006 года, которое также представляет интересы страны на Шри-Ланке. Парагвай также имеет почётные консульства в Ченнаи, Калькутте и Мумбаи. До 2022 года интересы Индии в Парагвае были представлены через посольство в Буэнос-Айресе (Аргентина) и почётное консульство в Асунсьоне.
В мае 2012 года Фернандо Луго стал первым президентом Парагвая, посетившим Индию. Его сопровождали министры иностранных дел, сельского хозяйства, животноводства и торговли, а также другие высокопоставленные правительственные чиновники.
Парагвай поддержал заявку Индии на избрание в Совет ООН по правам человека на срок 2015—2017 годов.
30 декабря 2020 года Объединённый совет министров Индии одобрил открытие посольства в Асунсьоне, которое было открыто в 2022 году.

## Двусторонние соглашения
Между государствами подписано соглашение, которое предоставляет привилегии по безвизовому въезду владельцам дипломатических и официальных паспортов с 1996 года.

## Экономические отношения
В 2015 году объём товарооборота между странами составил сумму 212 миллионов долларов США, что на 27 % больше, чем в предыдущем году. Индия экспортировала в Парагвай товаров на 145 миллионов долларов США и импортировала товаров на 67 миллионов долларов США. Экспорт Индии в Парагвай: органические химикаты, автомобили, автозапчасти, косметика, машинное оборудование, фармацевтические препараты, пластмасса, звуковые и графические устройства, алюминий и резиновые изделия. Экспорт Парагвая в Индию: соевое масло (94 % импорта), подсолнечное масло, кожа и древесина.
Граждане Парагвая имеют право на получение стипендий в рамках Индийской программы технического и экономического сотрудничества. Многие парагвайские дипломаты прошли обучение в Институте дипломатической службы Индии.

## Индийская диаспора в Парагвае
По состоянию на декабрь 2016 года около 600 индийцев, 200 из которых являются гражданами Индии, проживали в Парагвае, в основном в городе Сьюдад-дель-Эсте на юго-востоке страны. Сообщество в основном имеет гуджаратское и синдское происхождение. Как правило индийцы занимаются оптовой и розничной торговлей.

## Посольство Индии в Парагвае
Посольство Индии в Асунсьоне — это действующее дипломатическое представительство Республики Индии в Парагвае.
С 1961 года по 2022 год интересы Индии в Парагвае были представлены через посольство в Буэнос-Айресе. О плане открытия нового постоянного посольства в Парагвае было объявлено 30 декабря 2020 года.
Динеш Бхатия — действующий посол Индии в Парагвае, а Висенте Паппалардо действующий посол Парагвая в Индии.